# Sucidava

Planul fortăreței Sucidava

Sucidava (Sykibida după Procopius, Σucidava după Pârvan, în care Σ este pronunțat "ș"), vechea capitală a tribului dacic al sucilor, este situată în vatra orașului Corabia (județul Olt), pe teritoriul fostului sat Celeiu.
Pe terasa superioară a Dunării se văd încă zidurile de apărare cu opt turnuri complet dezvelite ale orașului roman târziu Sucidava (secolele IV-VI), care, împreună cu cartierul actual, acoperă o parte a orașului roman din secolele II-III, mai puțin cunoscut. Au mai fost identificate băile romane (thermae), o bazilică paleocreștină (secolele V-VI) și străzi pavate.
Cetatea se remarcă prin „fântâna secretă”, o capodoperă inginerească, menită să aprovizioneze cu apă așezarea în timpul asediilor. 

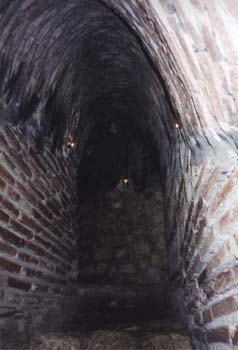
Fântâna secretă

Tot aici se găsește piciorul unui pod roman construit peste Dunăre în timpul lui Constantin cel Mare. Inaugurat în 328, avea o lungime de peste 2.400 de metri, fiind considerat unul dintre cele mai lungi poduri ale Antichității. Podul lega Sucidava cu Oescus din Moesia) (azi în Bulgaria). Din păcate, podul lui Constantin cel Mare, menționat și de Dimitrie Cantemir în „Hronicul vechimei a romano-moldo-vlahilor”, a avut o existență scurtă.
Din punct de vedere arheologic, monedele descoperite la Sucidava atestă o prezență romană neîntreruptă de la Aurelian (270-275) la Teodosiu al II-lea (408-450). Dovezile arheologice descoperite demonstrează că, în anul 443 sau 447, orașul a fost devastat de atacul hunilor. Orașul a fost reconstruit de Iustin I în 518-527 ori de Iustinian I cel Mare în 527-565. În jurul anului 600 însă, bizantinii se pare că au părăsit orașul.